# Ezio (nome)
Ezio  è un nome proprio di persona italiano maschile.

## Varianti
- Femminili: Ezia[3]

### Varianti in altre lingue
- Catalano: Ezi[5]
- Spagnolo: Ezio[5]

## Origine e diffusione
È un nome dalla duplice origine, cioè che racchiude in sé due etimologie diverse. La prima, più oscura, è dal latino Aetius, un antico gentilizio romano che insieme con altri nomi simili quali Aetus, Aedius e Aetitius ha probabilmente origini etrusche ed è quindi indecifrabile; la pronuncia originale era plausibilmente aëtius e passò a etius in epoca classica e poi a etzius nel III secolo.
La seconda origine è da Aëtius, un adattamento latino del nome greco antico `Αέτιος (Aétios); esso è da ricondurre probabilmente a ἀετός (aetòs, "aquila") (o, secondo alcune fonti, a αἰτία, aitìa, "causa"), ed è quindi affine per significato ai nomi Ari, Aquila e Arne. Questo nome (che era quello portato sia da Flavio Ezio, sia dai due santi sotto citati), originariamente pronunciato quadrisillabo (a-e-ti-us), venne pian piano assimilato al primo, giungendo in italiano come "Ezio".
Pur essendo attestato nei repertori onomastici italiani già dall'Ottocento (anche grazie ad un dramma del Metastasio del 1728), il nome cominciò a conoscere una diffusione significativa solo dalla metà del secolo, grazie al successo dell'Attila di Verdi (1846), in cui la figura storica di Flavio Ezio è rappresentata sotto una luce quasi eroica. Secondo dati diffusi negli anni 1970, il nome, con oltre sessantamila occorrenze, era ben attestato in Italia centrale e settentrionale, risultando invece più raro nel Sud. 

## Onomastico
L'onomastico si può festeggiare il 6 marzo in memoria di sant'Ezio, uno dei quarantadue martiri di Amorio, oppure il 14 agosto in ricordo di sant'Ezio, vescovo di Barcellona.

## Persone
- Flavio Ezio, generale romano

Ezio Loik

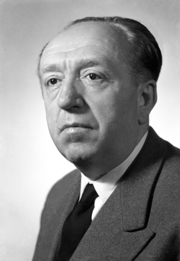
Ezio Vanoni

- Ezio di Celesira, vescovo ariano, a capo degli Eunomiani
- Ezio Baribbi, pilota automobilistico italiano
- Ezio Bertuzzo, allenatore di calcio e calciatore italiano
- Ezio Coppa, docente e politico italiano
- Ezio Foppa Pedretti, imprenditore e dirigente d'azienda italiano
- Ezio Garibaldi, politico e militare italiano
- Ezio Gianola, motociclista italiano
- Ezio Maria Gray, politico, giornalista e saggista italiano
- Ezio Greggio, conduttore televisivo, comico, cabarettista, attore, regista e sceneggiatore italiano
- Ezio Loik, calciatore italiano
- Ezio Mauro, giornalista italiano
- Ezio Pascutti, calciatore e allenatore di calcio italiano
- Ezio Pinza, basso italiano
- Ezio Sella, calciatore e allenatore di calcio italiano
- Ezio Tarantelli, economista e accademico italiano
- Ezio Vanoni, economista, accademico e politico italiano
- Ezio Vendrame, allenatore di calcio, calciatore e scrittore italiano

### Variante femminile Ezia
- Ezia Gavazza, storica dell'arte italiana

## Il nome nelle arti
- Ezio Auditore è un personaggio della serie Assassin's Creed.
- Ezio è il nome del protagonista maschile de L'ombelico di Giovanna di Ernest van der Kwast.
- Ezio, personaggio dell'opera di Verdi, Attila.
- Ezio Masetti è un personaggio della serie televisiva I Cesaroni